# Piesocorynini
Piesocorynini es una tribu de coleópteros polífagos de la familia Anthribidae. Contiene los siguientes géneros:

## Géneros
- Barra Jordan, 1904
- Barridia Jordan, 1906
- Brachycorynus Valentine, 1998
- Brevibarra Jordan, 1906
- Piesocorynus Dejean, 1834
- Piezobarra Jordan, 1906
- Piezonemus Jordan, 1904